# Storia della lingua russa
La storia della lingua russa comincia all'incirca all'inizio del secondo millennio d.C.

## Sviluppo storico
Nota. Nelle sezioni successive, gli esempi del lessico sono scritti con l'ortografia moderna.

### Periodo kievano e disgregazione feudale
Fino al XIV secolo gli antenati dei russi moderni (che chiamavano già sé stessi ruskie) parlavano dei dialetti di un'unica lingua, comunemente detta antico russo, ma in effetti comune a tutti gli slavi orientali. Questa lingua era molto vicina all'antico slavo ecclesiastico, la lingua ufficiale della Rus' di Kiev. La più antica attestazione scritta della lingua è un'anfora ritrovata vicino a Gnëzdovo e data all'incirca alla metà del X secolo. Fino al XV secolo Gnëzdovo fece parte del principato di Smolensk.
Durante il periodo pre-kievano, la maggior parte dei prestiti vennero dalle lingue germaniche, in particolare dal gotico e dal norreno. Nel periodo kievano, invece, prestiti e calchi entrarono nella lingua parlata principalmente dall'antico slavo ecclesiastico e dal greco:
| краткий      | [ˈkra.tkʲɪj]          | ASE = AR короткий | 'breve'                      |
| короткий     | [kʌˈro.tkʲɪj]         | AR = ASE краткий | 'corto'                      |
| вивлиофика   | [vʲɪ.vlʲɪˈo.fʲɪ.kə]   | GR bibliotheke via ASE                                                                                                | 'biblioteca' (forma arcaica) |
| правописание | [ˈpra.və.pʲɪˈsa.nʲjə] | GR orthographia via ASE calco: ASE правыи [ˈpra.vɨi] = orthos 'corretto', ASE писати [pʲɪˈsa.tʲɪ] = grapho 'scrivere' | 'ortografia'                 |

Dopo le invasioni mongole del XIII secolo, la lingua dei popoli conquistati rimase ad ogni modo slava. I prestiti dalle lingue altaiche nel russo entrarono nei campi del commercio e dell'esercito:
| товар  | [tʌˈvar]   | altaico | 'beni commerciali' |
| лошадь | [ˈlo.ʂətʲ] | altaico | 'cavallo'          |

In Russia lo slavo ecclesiastico, che si evolvette dall'antico slavo ecclesiastico rimase la lingua letteraria fino ai tempi di Pietro il Grande, quando il suo uso si restrinse drasticamente ai testi biblici e liturgici. Gli atti legali e le lettere private venivano già scritte durante l'epoca della Moscovia in un linguaggio meno formale, che rispecchiava già il russo parlato. La prima grammatica del russo venne scritta da Vasilij Adodurov nel 1740, e un'altra, divenuta più famosa, da Mikhail Lomonosov nel 1755.

### Il periodo Moscovita (XV–XVII secolo)
Dopo la fine del "giogo tartaro" (татарское иго [tʌˈtar.skə.jɪ ˈi.ɡə]) alla fine del XIV secolo, la zona di Mosca divenne il centro politico della Russia europea e il suo dialetto divenne predominante. Si ritiene che il russo ed il ruteno antico (il predecessore dell'ucraino e del bielorusso) si separarono definitivamente in questo periodo (secondo alcuni studiosi però già in precedenza erano ben distinti). La lingua ufficiale in Russia rimase un tipo di slavo ecclesiastico fino alla fine del XVIII secolo, ma, nonostante svariati tentativi di standardizzazione, come quello da parte di Meletius Smotrytskij c. 1620, la sua purezza era ormai fortemente compromessa dalla letteratura laica. C'erano ormai prestiti dal polacco, e, attraverso di esso, dal tedesco e da altre lingue europee occidentali. Allo stesso tempo, un certo numero di parole coniate dai nativi stavano rimpiazzando altre parole ereditate dal vocabolario slavo comune (e spesso indoeuropeo).
| глаз   | [ɡlas]     | RU; relega all'uso poetico SLC око [ˈo.kə] = LAT oculus = ITA occhio | 'occhio'           |
| куртка | [ˈku.rtkə] | POL kurta, da LAT curtus                                             | 'una corta giacca' |
| бархат | [ˈba.rxət] | TED Barchat                                                          | 'velluto'          |

La maggior parte del materiale poetico, delle agiografie e degli annali sopravviveva dal primo periodo della Moscovia, tuttavia un numero significante di scritti filosofici e laici venne distrutto dopo essere stato dichiarato eretico.
Il materiale pubblicato in seguito all'elezione della dinastia dei Romanov nel 1613 dopo il Periodo dei torbidi è molto più completo. Si ritiene che la letteratura russa moderna abbia avuto inizio nel XVII secolo, con l'autobiografia di Avvakum ed un corpus di chronique scandaleuse, storie brevi da Mosca.

### L'impero (XVIII–XIX secolo)
Le riforme politiche di Pietro il Grande vennero accompagnate da una riforma dell'alfabeto, e si raggiunse lo scopo di una laicizzazione e di una occidentalizzazione. Intere parti di lessico specializzato vennero adottate dalle lingue dell'Europa occidentale. La maggior parte del lessico navale, ad esempio, è di origine olandese. Parole latine, francesi, e tedesche entrarono a far parte della lingua russa nel lessico intellettuale durante l'Illuminismo. Varie parole greche, già entrate a far parte del lessico russo, vennero "rimodellate" per riflettere la pronuncia europea post-rinascimentale piuttosto della pronuncia bizantina. Nel XVIII secolo una significante porzione della classe alta parlava francese, un po' meno il tedesco, quotidianamente.
| мачта      | [ˈma.ʨtə]           | OLA mast                            | 'albero' (di nave)           |
| интерес    | [ɪn.tʲɪˈrʲɛs]       | TED Interesse/FRA intérêt           | 'interesse'                  |
| библиотека | [bʲɪ.blʲɪ.ʌˈtʲɛ.kə] | GR bibliotheke via FRA bibliothèque | 'biblioteca' (forma moderna) |

Allo stesso tempo iniziarono tentativi espliciti di modellare una lingua letteraria moderna, come compromesso tra lo slavo ecclesiastico, il vernacolo nativo e lo stile dell'Europa occidentale. Gli scrittori Mikhail Lomonosov, Gavriil Deržavin, e Nikolaj Karamzin fecero tentativi considerevoli, ma l'obiettivo finale lo adempì Aleksàndr Puškin ed i suoi contemporanei nella prima parte del XIX secolo.
Durante il XIX secolo, il linguaggio standard assunse la sua forma odierna; la letteratura fiorì. Spinti forse dal cosiddetto "slavofilismo", alcuni termini occidentali uscirono dall'uso comune (per esempio, виктория [vʲiˈkto.rʲɪ.jə] → победа [pʌˈbʲɛ.də], 'vittoria'), e vennero rimpiazzati da parole che appartenevano al vernacolo od a strati dialettali differenti. I prestiti nel campo della terminologia politica, scientifica e tecnica continuavano ad entrare nella lingua. Nel XX secolo il commercio e la moda apportarono la prima ondata di prestiti dall'inglese.
| социализм   | [sə.ʦɪ.ʌˈlʲizm]                                                                     | TED Sozialismus                   | 'socialismo'                                        |
| конституция | [kən.sʲtʲɨ.ˈtu.ʦɨ.jə]                                                               | LAT constitutio                   | 'costituzione'                                      |
| антимония   | [ən.tʲɪˈmo.nʲɪ.jə]                                                                  | GR antinomia, via metatesi        | 'dibattito inutile' (termine letterario non in uso) |
| митинг      | [ˈmʲi.tʲɪnk]                                                                        | ING                               | 'riunione politica'                                 |
| прейскурант | [prʲɪjs.kuˈrant] (si può ascoltare ancora la pronuncia di /pre-/ non palatalizzata) | TED Preiskurant/ FRA prix-courant | 'lista di premi'                                    |

### Periodo sovietico e oltre (XX secolo)
Le rivolte politiche del primo XX secolo e il cambio completo dell'ideologia politica diede al russo scritto la sua apparenza moderna dopo la riforma ortografica del 1918. L'ortografia riformata, la nuova terminologia politica e l'abbandono delle formule effusive di cortesia caratteristiche delle classi alte pre-rivoluzionarie spinsero l'intellighenzia emigrata ad affermare che il russo era stato svalorizzato.
Del resto la natura autoritaria del regime ed il sistema scolastico mantennero relativamente statico il russo fino agli anni ottanta. Anche se il linguaggio si evolveva, i cambiamenti avvenivano gradualmente. Infatti, mentre l'alfabetismo divenne quasi universale, la differenziazione dialettale declinò, specialmente nel lessico: la scuola e i media assicuravano un denominatore comune. Le circostanze politiche e gli indubbi risultati della superpotenza in termini militari, scientifici e tecnologici (specialmente nella cosmonautica), diedero al russo un prestigio mondiale, percepito soprattutto dopo la metà del XX secolo.
| большевик | [bəlʲ.ʂɪˈvʲik] | RU | 'bolscevico' (let. 'aderente al massimo programma', dopo gli eventi del congresso del 1903, anche 'persona della maggioranza'.) |
| Комсомол  | [kəm.sʌˈmol]   | Agglutinazione di abbreviazioni: Коммунистический Союз Молодёжи [kə.mu.nʲɪˈsʲtʲi.ʨɪ.skʲɪj sʌˈjuz mə.lʌˈdʲo.ʐɨ] | 'Lega Comunista della Gioventù'                                                                                                 |
| рабфак    | [rʌpˈfak]      | Agglutinazione di abbreviazioni: рабочий факультет [rʌˈbo.ʨɪj fə.kulʲˈtʲɛt]                                    | let. 'Facoltà per lavoratori' (corsi speciali di formazione tipo università per i lavoratori)                                   |

Il collasso politico del 1990–1991 allentò la pressione sulla lingua. Di fronte all'incertezza economica ed alle difficoltà con il sistema educativo, la lingua cambiò velocemente. La moda per gli oggetti e i modi di fare occidentali portarono una nuova ondata di prestiti, soprattutto dall'inglese, ed a volte parole che già hanno delle controparti native. Allo stesso tempo la crescente influenza sul pubblico della chiesa ortodossa russa e il dibattito pubblico sulla storia della nazione hanno dato un nuovo impeto allo strato più arcaico della lingua e hanno introdotto o reintrodotto parole e concetti che replicano i modelli linguistici dei primi periodi.
| младостарчество | [mlə.dʌˈstar.ʨɪ.stvə] | RU/SE, agglutinazione: SE младый [ˈmla.dɨj] = RU молодой [mə.lʌˈdoj] 'giovane', RU/SE старец [ˈsta.rʲɪʦ] = 'uomo anziano con saggezza spirituale' | termine applicato (in condanna) dalla chiesa ortodossa russa al fenomeno dei nuovi preti giudicati immaturi che assumono un eccessivo controllo sulla vita privata dei membri della congrega religiosa. |
| дистрибьютор    | [dʲɪ.strʲɪˈbʲju.tər]  | ING 'distributor' | 'distributore' (nel marketing) |
| юсфульный       | [ˈjus.fulʲ.nɨj]       | ING 'useful' | 'utile' (slang moderno) |

Il russo oggi è una lingua in cambiamento. Le nuove parole entrano nella lingua e i nuovi stili emergenti non sono, naturalmente, accettati o ricevuti universalmente.

## Esempi
I seguenti estratti, illustrano, molto brevemente, lo sviluppo della lingua letteraria. Sono stati scelti perché vengono presentati, al giorno d'oggi, nelle scuole e nelle università russe per rappresentare questo sviluppo linguistico e della storia sociale.
L'ortografia, quando è possibile, rispetta quella originale, altrimenti viene usata quella moderna. Le traduzioni possono essere ricavate dalle traduzioni italiane letterarie delle opere, o dalla traduzione inglese, o direttamente (e letteralmente) dal testo.

### Cronaca degli anni passati
Scritta intorno al 1110 (qui citata dal manoscritto Laurenziano, del 1377)
Linguaggio arcaico; il russo, l'ucraino ed il bielorusso non si sono ancora differenziati. La caduta degli jer è in corso o quasi completa (molte parole finiscono in consonante: кнѧжит 'regnare' da кънѧжити, termine moderno: княжить). Le caratteristiche sud-occidentali (che porteranno alla lingua ucraina) includono времѧньнъıх 'passati, andati', in russo moderno временных). C'è un uso corretto del tempo perfetto e dell'aoristo: єсть пошла 'è venuta/venne' (russo moderno: пошла), нача 'iniziò' (russo moderno: начал; il russo moderno ha sviluppato un tempo passato unico dal perfetto, perdendo l'aoristo). Da notare è lo stile della punteggiatura che richiama quella greca.

### Canto delle gesta di Igor
Слово о пълку Игоревѣ. circa 1200(?), dal manoscritto di Caterina, circa 1790.
Illustra il canto epico. Gli jer hanno piena realizzazione ortografica, diversamente dalla prima edizione stampata del 1800, che venne copiata dal prototipo distrutto del manoscritto di Caterina. Uso tipico delle metafore e delle similitudini. L'apparente forma erronea растекаться мыслью по древу (nel testo originale, 'scorrere come un pensiero su di un albero', un prodotto di un'antica e abituale erronea interpretazione della parola мысію, 'come uno scoiattolo', che veniva riletta come мыслію, 'come un pensiero', ed un cambiamento del significato della parola течь) è diventato proverbiale nel significare 'parlare in maniera aulica, a lungo, eccessivamente'.

### Autobiografia di Avvakum
1672–73.  Ortografia moderna.
Puro vernacolo russo seicentesco. Ortografia fonetica (тово всево 'tutto ciò, di tutto ciò, tutto di ciò', ortografia moderna: того всего). Vengono usati pochi arcaicismi (l'aoristo dall'aspetto perfettivo: бысть 'fu, è stato'). Da notare il modo di trasporto in esilio.

### Aleksandr Puškin
Da "Sera d'inverno" (Зимний вечер), 1825. Ortografia moderna. 
Si dice che il russo moderno sia nato con Puškin, nel senso che lo stile "alto" dello slavo ecclesiastico e il vernacolo russo sono così fusi insieme che è difficile identificare se ogni parola o frase provenga da uno o dall'altro.

### Fëdor Dostoevskij
Da Delitto e castigo (Преступление и наказание), 1866.  Ortografia moderna.
Prosa del XIX secolo. Nessun arcaicismo. Sintassi "europea".

### Leggi fondamentali dell'Impero russo
Основные законы Российской Империи (anche Costituzione dell'Impero russo), 1906.  Ortografia moderna.
Illustra la natura categorica del pensiero e l'espressione dei circoli ufficiali dell'impero russo. Esemplifica la distribuzione sintattica dell'enfasi.

### Michail Afanas'evič Bulgakov
Da Il maestro e Margherita (Мастер и Маргарита), 1930–40
Un esempio di linguaggio di stile alto (questo estratto viene pronunciato da Woland).

## Letteratura
- Loredana Serafini Amato, Profilo storico della lingua russa, Padova, Istituto di filologia slava, Università, 1993, 95 pagg.
- (FR)  Jean Breuillard - Stéphane Viellard, Histoire de la langue russe. Des origines au XVIIIe siècle, Parigi, Institut d'études slaves, 2015, 318 pagg.
- (EN)  Bernard Comrie, Gerald Stone e Maria Polinsky (a cura di), The Russian language in the twentieth century, 2ª ediz., Oxford, Oxford University Press, 1996.
- Francesca Fici Giusti, Lucyna Gebert e Simonetta Signorini, La lingua russa. Storia, struttura, tipologia, Roma, NIS, 1991, 368 pagg.
- (DE)  Valentin Kiparskij, Russische historische Grammatik, 3 voll., Aidelberga, Carl Winter, 1963/1967/1975.
- Galina Fabini Lokot'ko, Breve storia della lingua russa, Bologna, CLUEB, 1980, 121 pagg.
- Itala Pia Sbriziolo, Appunti sulla morfologia storica della lingua russa, Napoli, L'orientale editrice, 1996.
- Lilia Skomorochova, Claudio Macagno e Silvia Ivaldi, Grammatica storica della lingua russa, Pisa, ETS, 2008, 250 pagg.
- (EN)  Alexis Peter Vlasto, A linguistic history of Russia to the end of the eighteenth century, Oxford, Clarendon, 1988.